# Greg Boyd

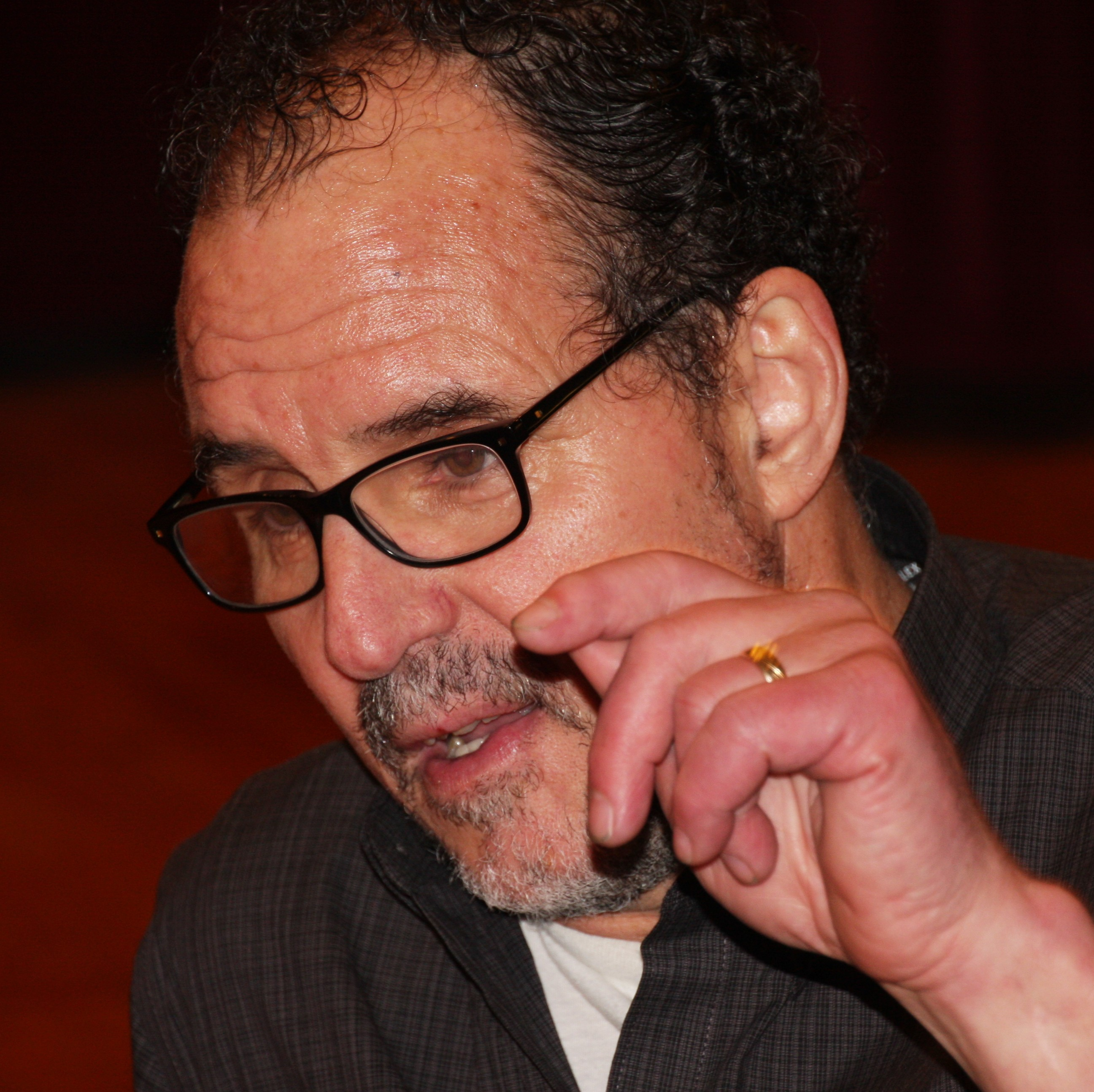
Greg Boyd

Gregory A. Boyd (1957) is een bekende Amerikaanse theoloog en auteur van een aantal veelgelezen boeken. Hij is de voorganger van de Woodland Hills Church in St. Paul, Minnesota.

## Visie
Boyd is een van de bekendste aanhangers van het zogeheten open theïsme, een visie waarbij God de toekomst niet tot in de details vastlegt en voorziet. Ook is hij aanhanger van de klassieke Christus Victor-visie om de betekenis van Jezus uit te leggen: hij heeft het kwaad beslissend overwonnen. 
Boyd is een christenanarchist en heeft veel geschreven over de relatie tussen christendom en politiek, waaronder zijn bestseller The Myth of a Christian Nation, waarmee hij de voorpagina van de New York Times haalde. In 2010 werd hij genoemd als een van de twintig meest invloedrijke hedendaagse christelijke denkers. Boyd is bovendien 16 jaar hoogleraar geweest aan de Bethel University, waar hij nog regelmatig doceert.  
Zijn bestseller Letters From a Skeptic, een briefwisseling met zijn niet-gelovige vader die uiteindelijk tot geloof komt, is ook in Nederland verschenen, onder de titel Brieven van een scepticus.

## Persoonlijk
Boyd was lange tijd ultrarunner, maar moest die sport beëindigen wegens ernstige rugklachten. Hij drumt nog steeds in een metal-band. Boyd is vegetariër en gehuwd.